# الأميرية (عمان)
الأميرية هي منطقة في محافظة عمان، الأردن.